# بشار رسن
بشار رسن بنیان (زادهٔ ۲۲ دسامبر ۱۹۹۶) بازیکن فوتبال اهل عراق است که در پست هافبک برای باشگاه باشگاه پخته کار در لیگ فوتبال ازبکستان و تیم ملی فوتبال عراق بازی می‌کند.
پدر وی اهل بغداد و کاپیتان تیم ملی هندبال عراق بوده و مادرش اهل ترکیه و مدال‌آور المپیک در رشتهٔ ژیمناستیک بوده است. وی برای مسابقهٔ مقدماتی جام جهانی ۲۰۱۸ همراه با تیم ملی عراق به ایران آمد که در آن سفر مورد توجه پرسپولیس قرار گرفت و در ۱۲ تیر ۱۳۹۶ با قراردادی دوساله به پرسپولیس پیوست. وی در سال ۲۰۱۹ به عنوان مرد سال فوتبال عراق شناخته شد.

## شروع کار خود
بشار رسن فوتبال را در باشگاه‌های حرفه‌ای نونهالان ترکیه آغاز کرد. وی بعدها به عراق رفت و در سن ۱۵ سالگی وارد تیم بزرگسالان نیرو هوایی شد و در لیگ برتر عراق بازی کرد. او هم‌اکنون در تیم القطر دوحه بازی می‌کند و عضو تیم ملی عراق و کاپیتان تیم ملی امیدهای عراق نیز است.

## سابقهٔ باشگاهی

### باشگاه‌های ترکیه
بشار رسن بنیان فوتبال را در هفت‌سالگی در آکادمی نونهالان فنرباغچه آغاز کرد و مدتی هم در تیم‌های نوجوانان توس‌آمورگی و پیماز نیز حضور داشت. او که بازیکنی دوپا و تکنیکی است، توانست همراه با فنرباغچه قهرمان لیگ نونهالان ترکیه شود.

### نیروی هوایی عراق
بشار رسن در سال ۲۰۱۱ با امضای قراردادی به تیم نیروی هوایی در لیگ عراق پیوست و با این تیم به افتخارات زیادی رسید. در سال ۲۰۱۶ شایعهٔ انتقالش به مزن‌گلکی اسکاتلند به گوش می‌رسید، اما این انتقال هرگز انجام نشد.

### پرسپولیس
بشار رسن در پی حضور در مسابقات انتخابی جام جهانی ۲۰۱۸ روسیه در تیم عراق موفق شد نظر مسئولان پرسپولیس را به خود جلب کند. او در سوم ژوئیه ۲۰۱۷ با عقد قراردادی دو ساله و با پیراهن شمارهٔ ۵ به پرسپولیس پیوست. رسن نخستین بازی خود را مقابل الاهلی در لیگ قهرمانان آسیا انجام داد. او در دقیقهٔ ۶۷ به‌جای محسن مسلمان وارد زمین شد و در حالی که پرسپولیس با دو گل از الاهلی عقب بود، با تأثیر مستقیمی که گذاشت، باعث شد پرسپولیس دو گل بزند و بازی را به تساوی بکشد. وی در بازی برگشت در مقابل الاهلی عربستان باز هم در نیمه دوم وارد زمین شد و در دقیقه ۹۴ یک پنالتی برای تیمش گرفت. اولین گل بشار در پرسپولیس در برابر تیم فوتبال سایپا بود که تیم پرسپولیس با نتیجهٔ ۳ بر ۲ پیروز شد. همچنین وی در دو دربی ۹۲ و ۹۳ به استقلال گل زده است.
او در پایان برای داشتن درآمد بیشتر و پس از فشارهای مالی موجود روی باشگاه پرسپولیس، تصمیم گرفت از این تیم جدا شود.

## آمار باشگاهی
تا تاریخ ۳۰ نوامبر ۲۰۲۰
| باشگاه         | دسته           | فصل            | لیگ برتر | لیگ برتر | جام حذفی | جام حذفی | آسیا | آسیا | سوپر جام | سوپر جام | مجموع | مجموع |
| باشگاه         | دسته           | فصل            | بازی     | گل       | بازی     | گل       | بازی | گل   | بازی     | گل       | بازی  | گل    |
| -------------- | -------------- | -------------- | -------- | -------- | -------- | -------- | ---- | ---- | -------- | -------- | ----- | ----- |
| پرسپولیس       | لیگ برتر       | ۱۸–۲۰۱۷        | ۱۶       | ۰        | ۲        | ۰        | ۱۰   | ۰    | _        | _        | ۲۸    | ۰     |
| پرسپولیس       | لیگ برتر       | ۱۹–۲۰۱۸        | ۲۵       | ۱        | ۳        | ۰        | ۱۰   | ۰    | _        | _        | ۳۸    | ۱     |
| پرسپولیس       | لیگ برتر       | ۲۰–۲۰۱۹        | ۲۲       | ۲        | ۳        | ۱        | ۲    | ۰    | _        | _        | ۲۷    | ۳     |
| پرسپولیس       | لیگ برتر       | ۲۱–۲۰۲۰        | ۳        | ۰        | ۰        | ۰        | ۸    | ۱    | _        | _        | ۱۰    | ۱     |
| مجموع پرسپولیس | مجموع پرسپولیس | مجموع پرسپولیس | ۶۶       | ۳        | ۸        | ۱        | ۳۰   | ۱    | _        | _        | ۱۰۴   | ۵     |
| مجموع آمار     | مجموع آمار     | مجموع آمار     | ۶۶       | ۳        | ۸        | ۱        | ۳۰   | ۱    | _        | _        | ۱۰۴   | ۵     |

## سابقهٔ ملی
رمانی آسیا زنندهٔ تک گل عراق بود و در سال ۲۰۱۴ با تیم امید عراق قهرمان آسیا شد. اولین بازی او در تیم ملی بزرگسالان عراق در روز ۴ سپتامبر ۲۰۱۴ مقابل پرو بود که با نتیجهٔ ۲–۰ به نفع پرو به پایان رسید. او نخستین گل ملی خود را نیز در رقابت‌های جام ملت‌های آسیا ۲۰۱۹ در مقابل یمن به ثمر رساند.

### گل‌های بین‌المللی
گل‌ها و نتایج (ابتدا گل عراق را نشان می‌دهد).
| تعداد | تاریخ          | محل برگزاری            | حریف | گل  | نتیجه | رقابت                                |
| ----- | -------------- | ---------------------- | ---- | --- | ----- | ------------------------------------ |
| ۱.    | ۱۲ ژانویه ۲۰۱۹ | ورزشگاه الشارجه، شارجه | یمن  | ۲–۰ | ۳–۰   | جام ملت‌های آسیا ۲۰۱۹                 |
| ۲.    | ۲۶ مارس ۲۰۱۹   | ورزشگاه بصره، بصره     | اردن | ۲–۱ | ۳–۲   | مسابقات قهرمانی دوستی بین‌المللی ۲۰۱۹ |

## افتخارات

### باشگاهی
فنرباغچه
- لیگ زیر ۱۶ سال ترکیه: ۲۰۰۸، قهرمان

نیروی هوایی عراق
- لیگ برتر فوتبال عراق: ۲۰۱۵–۲۰۱۶ و ۲۰۱۶–۲۰۱۷، قهرمان
- جام حذفی فوتبال عراق: ۲۰۱۵–۲۰۱۶، قهرمان
- سوپر جام فوتبال عراق: ۲۰۱۵–۲۰۱۶ و ۲۰۱۶–۲۰۱۷، قهرمان
- ای‌اف‌سی کاپ ۲۰۱۶: قهرمان

پرسپولیس
- لیگ برتر فوتبال ایران: ۹۷–۱۳۹۶، ۹۸–۱۳۹۷، ۹۹–۱۳۹۸ قهرمان
- جام حذفی فوتبال ایران: ۹۸–۱۳۹۷ قهرمان
- سوپر جام فوتبال ایران: ۱۳۹۶ ،۱۳۹۷ ،۱۳۹۸ قهرمان
- لیگ قهرمانان آسیا ۲۰۱۸: نایب قهرمان
- لیگ قهرمانان آسیا ۲۰۲۰: نایب قهرمان

### ملی
- جام ملت‌های خلیج فارس: ۲۰۱۳، دوم
- بازی‌های آسیایی ۲۰۱۴: سوم
- صعود به مسابقات المپیک ۲۰۱۶
- جام صلح و دوستی ۲۰۱۹: قهرمان

#### تیم ملی زیر ۲۳ سال
- مسابقات زیر ۲۳ سال آسیا: ۲۰۱۴، قهرمان

#### تیم ملی زیر ۱۹ سال
- مسابقات زیر ۱۹ سال آسیا: دوم

### شخصی
- بهترین بازیکن عراق در سال ۲۰۱۷[۸]
- بهترین هافبک لیگ قهرمانان آسیا منطقه غرب:۲۰۲۰
- مرد سال فوتبال عراق: ۲۰۱۹
- ثمر رساندن دو گل در شهرآورد تهران
- رکورد دار بیشترین تعداد بازی در میان بازیکنان خارجی تاریخ باشگاه پرسپولیس
- پر افتخارترین بازیکن خارجی تاریخ باشگاه پرسپولیس در آسیا که سابقه دو نایب قهرمانی در لیگ قهرمانان آسیا را دارد